# Wereldkampioenschappen kunstschaatsen junioren 1978
De Wereldkampioenschappen kunstschaatsen junioren zijn samen een jaarlijks terugkerend evenement dat door de Internationale Schaatsunie (ISU) wordt georganiseerd. De derde editie vond van 21 tot en met 26 maart 1978 plaats in, net als de eerste twee edities, Megève, Frankrijk.
Titels en medailles waren er te verdienen in de categorieën: jongens individueel, meisjes individueel, paarrijden en ijsdansen.

## Historie
De eerste Wereldkampioenschappen kunstschaatsen junioren vonden in 1976 plaats in Megève, Frankrijk onder de officiële naam ISU Junior Skating Championship. Ook in 1977 zou het toernooi onder deze naam in Megève worden gehouden. In 1978, ook weer in Megève, zou de officiële naam worden gewijzigd in World Junior Skating Championship.

## Deelname
Er namen deelnemers uit 21 landen deel aan de kampioenschappen, zij vulden 62 startplaatsen in. Uit Denemarken, Hongarije, Noorwegen en de Sovjet-Unie namen voor het eerst een of meerdere deelnemers deel. Uit Joegoslavië, Roemenië, Tsjechoslowakije en Zuid-Korea namen na een jaar onderbreking weer een of meerdere deelnemers deel. Finland en Zuid-Afrika vaardigden deze editie geen deelnemers af. De Canadese Lorri Baier nam dit jaar zowel in het meisjestoernooi als bij de paren deel. Uit België namen Eric Krol (jongenstoernooi) en Patricia Vangenechten (meisjestoernooi) deel. Namens Nederland namen Rudina Pasveer en Herma van der Horst in het meisjestoernooi deel, voor beide was het hun tweede deelname.
Deelnemende landen
(Tussen haakjes het totaal aantal startplaatsen in de vier toernooien.)
| Canada (7) Frankrijk (7) Verenigd Koninkrijk (6) Australië (5) West-Duitsland (5) Sovjet-Unie (4) | Italië (3) Japan (3) Tsjecho-Slowakije (3) Verenigde Staten (3) België (2) Nederland (2) | Oostenrijk (2) Roemenië (2) Zweden (2) Zwitserland (2) Denemarken (1) Hongarije (1) | Joegoslavië (1) Noorwegen (1) Zuid-Korea (1) |

## Medailleverdeling
De twaalf medailles gingen naar zes landen. Voor het eerst werd er een of meerdere medailles behaald door deelnemers uit de Sovjet-Unie (3) en Tsjechoslowakije (1). De andere acht gingen naar Canada (3), Frankrijk (1), de Verenigde Staten (3) en West-Duitsland (1).
Bij de jongens volgde Dennis Coi zijn landgenoot Daniel Beland op als titelhouder. Het was de derde Canadese medaille bij de jongens, Brian Pockar werd in 1976 derde. Vladimir Kotin uit de Sovjet-Unie eindigde op plaats twee. De Amerikaan Brian Boitano op plaats drie behaalde de tweede medaille voor zijn land in het jongenstoernooi.
Bij de meisjes werd de titel behaald door Jill Sawyer, hiermee ging de titel voor de tweedemaal naar de Verenigde Staten, Suzie Brasher won hem in 1976. Kira Ivanova uit de Sovjet-Unie eindigde op plaats twee. Met de derde plaats behaalde Petra Ernert de tweede medaille voor West-Duitsland in het meisjestoernooi.
Bij de paren ging de titel voor het derde opeenvolgende jaar naar een Canadees paar. Barbara Underhill / Paul Martini traden in de voetsporen van Sherri Baier / Robin Cowan (1976) en Josée France / Paul Mills (1977). Jana Blahová / Ludek Feno uit Tsjechoslowakije eindigden op plaats twee. Het Amerikaanse paar Beth Flora / Ken Flora op plaats drie behaalde de tweede medaille voor hun land in het toernooi voor de paren.
Bij het ijsdansen behaalden Tatjana Doerasova / Sergej Ponomarenko de eerste titel bij de WK-junioren voor de Sovjet-Unie. Het Canadese paar Kelly Johnson / Kris Barber op plaats twee en het Franse paar Nathalie Herve / Pierre Husarek op plaats drie behaalden beide de tweede medaille voor hun land bij het ijsdansen.
| Onderdeel | Goud                                   | Zilver                      | Brons                           |
| --------- | -------------------------------------- | --------------------------- | ------------------------------- |
| Jongens   | Dennis Coi                             | Vladimir Kotin              | Brian Boitano                   |
| Meisjes   | Jill Sawyer                            | Kira Ivanova                | Petra Ernert                    |
| Paren     | Barbara Underhill / Paul Martini       | Jana Blahová / Ludek Feno   | Beth Flora / Ken Flora          |
| IJsdansen | Tatjana Doerasova / Sergej Ponomarenko | Kelly Johnson / Kris Barber | Nathalie Herve / Pierre Husarek |

## Uitslagen
| #      | naam (deelname)       | land                              |
| ------ | --------------------- | --------------------------------- |
| Goud   | Dennis Coi            | Vlag van Canada                   |
| Zilver | Vladimir Kotin        | Vlag van Sovjet-Unie              |
| Brons  | Brian Boitano         | Vlag van Verenigde Staten         |
| 04     | Brian Orser           | Vlag van Canada                   |
| 05     | Joachim Edel (2)      | Vlag van Bondsrepubliek Duitsland |
| 06     | Ivan Kralik           | Vlag van Tsjecho-Slowakije        |
| 07     | Michael Passfield (3) | Vlag van Australië                |
| 08     | Herve Pornet          | Vlag van Frankrijk                |
| 09     | Dominique Fedronic    | Vlag van Frankrijk                |
| 10     | Kevin Marshall        | Vlag van Verenigd Koninkrijk      |
| 11     | Volker Rauch          | Vlag van Bondsrepubliek Duitsland |
| 12     | Lars Akesson (2)      | Vlag van Zweden                   |
| 13     | Masaru Ogawa          | Vlag van Japan                    |
| 14     | Glenn Naete           | Vlag van Australië                |
| 15     | Eric Krol             | Vlag van België                   |
| 16     | Alexandru Anghel      | Vlag van Roemenië (1965-1989)     |
| 17     | Atushi Nanbu          | Vlag van Japan                    |
| 18     | Mark Basto            | Vlag van Australië                |

| #      | naam (deelname)         | land                              |        |
| ------ | ----------------------- | --------------------------------- | ------ |
| Goud   | Jill Sawyer             | Vlag van Verenigde Staten         |        |
| Zilver | Kira Ivanova            | Vlag van Sovjet-Unie              |        |
| Brons  | Petra Ernert            | Vlag van Bondsrepubliek Duitsland |        |
| 04     | Karina Tanski (2)       | Vlag van Bondsrepubliek Duitsland |        |
| 05     | Andrea Rohm             | Vlag van Oostenrijk               |        |
| 06     | Tracy Wainman           | Vlag van Canada                   |        |
| 07     | Lynne Rickatson (2)     | Vlag van Verenigd Koninkrijk      |        |
| 08     | Carolyn Dunkeld (2)     | Vlag van Verenigd Koninkrijk      |        |
| 09     | Rudina Pasveer (2)      | Vlag van Nederland                |        |
| 10     | Renee Biagi             | Vlag van Italië                   |        |
| 11     | Simona Misovkova        | Vlag van Tsjecho-Slowakije        |        |
| 12     | Alison Southwood        | Vlag van Verenigd Koninkrijk      |        |
| 13     | Isabelle Deneux         | Vlag van Frankrijk                |        |
| 14     | Lorri Baier             | Vlag van Canada                   |        |
| 15     | Claire Michot           | Vlag van Frankrijk                |        |
| 16     | Herma van der Horst (2) | Vlag van Nederland                |        |
| 17     | Petra Schruf            | Vlag van Oostenrijk               |        |
| 18     | Megumi Aotani           | Vlag van Japan                    |        |
| 19     | Vicki Holland (3)       | Vlag van Australië                |        |
| 20     | Catharina Lindgren      | Vlag van Zweden                   |        |
| 21     | Patricia Vangenechten   | Vlag van België                   |        |
| 22     | Natasa Katic            | Vlag van Joegoslavië (1943-1992)  |        |
| 23     | Heidi Bartelsen         | Vlag van Denemarken               |        |
| 24     | Lim Hye-Kyung           | Vlag van Zuid-Korea               |        |
| 25     | Marianna Chitu          | Vlag van Roemenië (1965-1989)     |        |
| 26     | Linda Ann Skroder       | Vlag van Noorwegen                |        |
| 0-     | Patricia Claret (2)     | Vlag van Zwitserland              | t.z.t. |

| #      | naam (deelname)                   | land                         |
| ------ | --------------------------------- | ---------------------------- |
| Goud   | Barbara Underhill Paul Martini    | Vlag van Canada              |
| Zilver | Jana Blahová Ludek Feno           | Vlag van Tsjecho-Slowakije   |
| Brons  | Beth Flora Ken Flora              | Vlag van Verenigde Staten    |
| 04     | Marina Gurieva Vladimir Radchenko | Vlag van Sovjet-Unie         |
| 05     | Susan Garland Robert Daw          | Vlag van Verenigd Koninkrijk |
| 06     | Lorri Baier Lloyd Eisler          | Vlag van Canada              |
| 07     | Kathia Dubec Xavier Douillard     | Vlag van Frankrijk           |
| 08     | Gaby Galambos Jorg Galambos       | Vlag van Zwitserland         |
| 09     | Eva Fabian George Fabian          | Vlag van Australië           |

| #      | naam (deelname)                         | land                              |
| ------ | --------------------------------------- | --------------------------------- |
| Goud   | Tatjana Doerasova Sergej Ponomarenko    | Vlag van Sovjet-Unie              |
| Zilver | Kelly Johnson Kris Barber               | Vlag van Canada                   |
| Brons  | Nathalie Herve (2) Pierre Husarek (2)   | Vlag van Frankrijk                |
| 04     | Paola Casalotti (2) Sergio Ceserani (2) | Vlag van Italië                   |
| 05     | Elke Kwiet Dieter Kwiek                 | Vlag van Bondsrepubliek Duitsland |
| 06     | Catherine Coudert Jean-Bernard Hamel    | Vlag van Frankrijk                |
| 07     | Deborah Byrne Mark Boslay               | Vlag van Verenigd Koninkrijk      |
| 08     | Marilena Medea Igor Bartolini           | Vlag van Italië                   |
| 09     | Judith Péterfy Csaba Bálint             | Vlag van Hongarije                |

Medaillewinnaars

Jongens · 
Meisjes · 
Paren · 
IJsdansen

 Toernooi

1976 · 
1977 · 
1978 · 
1979 · 
1980 · 
1981 · 
1982 · 
1983 · 
1984 · 
1985 · 
1986 · 
1987 · 
1988 · 
1989 · 
1990 · 
1991 · 
1992 · 
1993 · 
1994 · 
1995 · 
1996 · 
1997 · 
1998 · 
1999 · 
2000 · 
2001 · 
2002 · 
2003 · 
2004 · 
2005 · 
2006 · 
2007 · 
2008 · 
2009 · 
2010 ·
2011 ·
2012 ·
2013 ·
2014 ·
2015 ·
2016 ·
2017 ·
2018 ·
2019 · 
2020

 ISU-kampioenschappen

WK kunstschaatsen · 
EK kunstschaatsen · 
Viercontinentenkampioenschap · 
Olympische Spelen